# Trypanidius spilmani liamaigae
Trypanidius spilmani liamaigae es una subespecie de escarabajo longicornio del género Trypanidius, tribu Acanthocinini, subfamilia Lamiinae. Fue descrita científicamente por Chalumeau en 1983.
La especie se mantiene activa durante el mes de abril.

## Descripción
Mide 14-14,5 milímetros de longitud.

## Distribución
Se distribuye por San Cristóbal y Nieves.